# Датиев, Алан Георгиевич
Алан Георгиевич Датиев (род. 1983, Владикавказ, Северо-Осетинская АССР) — российский военнослужащий, майор, лётчик-истребитель — пилот Су-35С, участник российской войны против Украины. Герой Российской Федерации (2023).

## Биография
Родился во Владикавказе Северной Осетии, в семье водителя и домохозяйки. В 2000 году встал на учёт в военкомат. После окончания лётного училища попал в 4-й Центр боевого применения и переучивания лётного состава в Липецке. В 2014 году принял участие в российско-индийских учениях ВВС «Авиаиндра-2014», а затем в конкурсе «Авиадартс-2014», где занял третье место. Летает на истребителе Су-35С.
Принимал участие в военной операции России в Сирии. Затем стал воевать на территории Украины во время российской войны против Украины. По информации российских СМИ, в одном из боёв управляемый им истребитель был подбит над Украиной, но он смог выжить и уйти к своим.

## Награды
- Герой Российской Федерации (2023);
- Два ордена Мужества[4];
- Медаль «За отвагу»[4].